# Elvira Possekel
Elvira Possekel   (Colònia, 11 d'abril de 1953) és una atleta alemanya, ja retirada, especialista en curses de velocitat, que va competir durant la dècada de 1970 sota bandera de la República Federal Alemanya.
El 1976 va prendre part en els Jocs Olímpics d'Estiu de Mont-real on va disputar dues proves del programa d'atletisme. Formant equip amb Inge Helten, Annegret Richter i Annegret Kroniger va guanyar la medalla de plata en la prova del 4x100 metres, mentre en els 100 metres quedà eliminada en sèries.
Participà en dues edicions del Campionat d'Europa d'atletisme, el 1974 i 1978, i en tres del Campionat d'Europa en pista coberta, el 1974, 1976, on guanyà la medalla de bronze en els 60 metres, i 1979. A nivell nacional guanyà un campionat nacional dels 100 metres (1977), un dels 4x100 metres (1975) i dos dels 60 metres en pista coberta (1976, 1978). El 1977 representà Europa en la Copa del Món d'atletisme.

## Millors marques
- 100 metres. 11,42" (1976)[1]